# 海洋の自由
海洋の自由（かいようのじゆう）とは、公海がどの国家の支配下にもなく、全ての国家に開放されているとする国際法上の原則。公海の自由ともいわれる。1609年に刊行されたフーゴー・グローティウス著『自由海論』の中で説かれた理論に起源を持ち、19世紀以降国際法上の原則として確立したものである。この自由のなかには、国家の支配が禁止されるとする「帰属からの自由」という側面と、国際法上の条件に従えば全ての国家が自由に利用できるとする「使用の自由」という2つの側面がある。

## 沿革
グローティウスは1609年に『自由海論』を刊行し、母国オランダを弁護する立場から先占により海洋の領有を主張していたスペインやポルトガル(トルデシリャス条約参照)に反発した。グロティウスは『自由海論』の中で、自然法により海は全ての人に開放されているため、海の領有は許容されないと主張したのである。現代国際法上の海洋の自由の原則は、この『自由海論』の理論に起源を持つとされている。この『自由海論』は当時大きな反響を呼び、1610年代から1630年代にかけてセラフィム・ジ・フレイタス、ウィリアム・ウェルウッド、ジョン・セルデンなど多くの学者が『自由海論』で述べられた海洋の自由の理論に反駁する書籍を刊行した。このようにして17世紀には海の領有問題について論争が起こり、「海洋論争」と呼ばれる学術的論争の時代となった。
18世紀になると、こうした学術的論争は沿岸国の平和・安全・秩序のために必要な範囲の「狭い領海」と、その外側にある「広い公海」という二元構造で海をとらえる考え方に落ち着いていった。18世紀から19世紀初頭にかけてこうした考え方は当時の国際社会から合理的なものとして受け入れられ、慣習国際法として成立したのである。
海洋法の分野ではこのように慣習国際法に起源を持つ法規が長きにわたり一般的で、各国は19世紀後半まで条約の作成に対して消極的であった。20世紀になると国際連盟の主導の下で慣習国際法の法典化作業が試みられたが、領海の幅に関して各国の意見が一致せずこの時は法典化には失敗した。第二次世界大戦後には国際連合の下で法典化作業が継続され、領海の幅についてはこの時も合意に至ることができなかったものの、1958年には領海条約、公海条約、大陸棚条約、公海生物資源保存条約という、いわゆるジュネーブ海洋法4条約が採択され、公海条約には公海の自由に関する規定が定められた。1982年に採択された国連海洋法条約では200海里まで排他的経済水域を設定できることとされたため、今日では海洋全体のうちで海洋の自由が妥当する公海の部分はかつてと比較すると大幅に狭められることとなった。

## 自由の内容

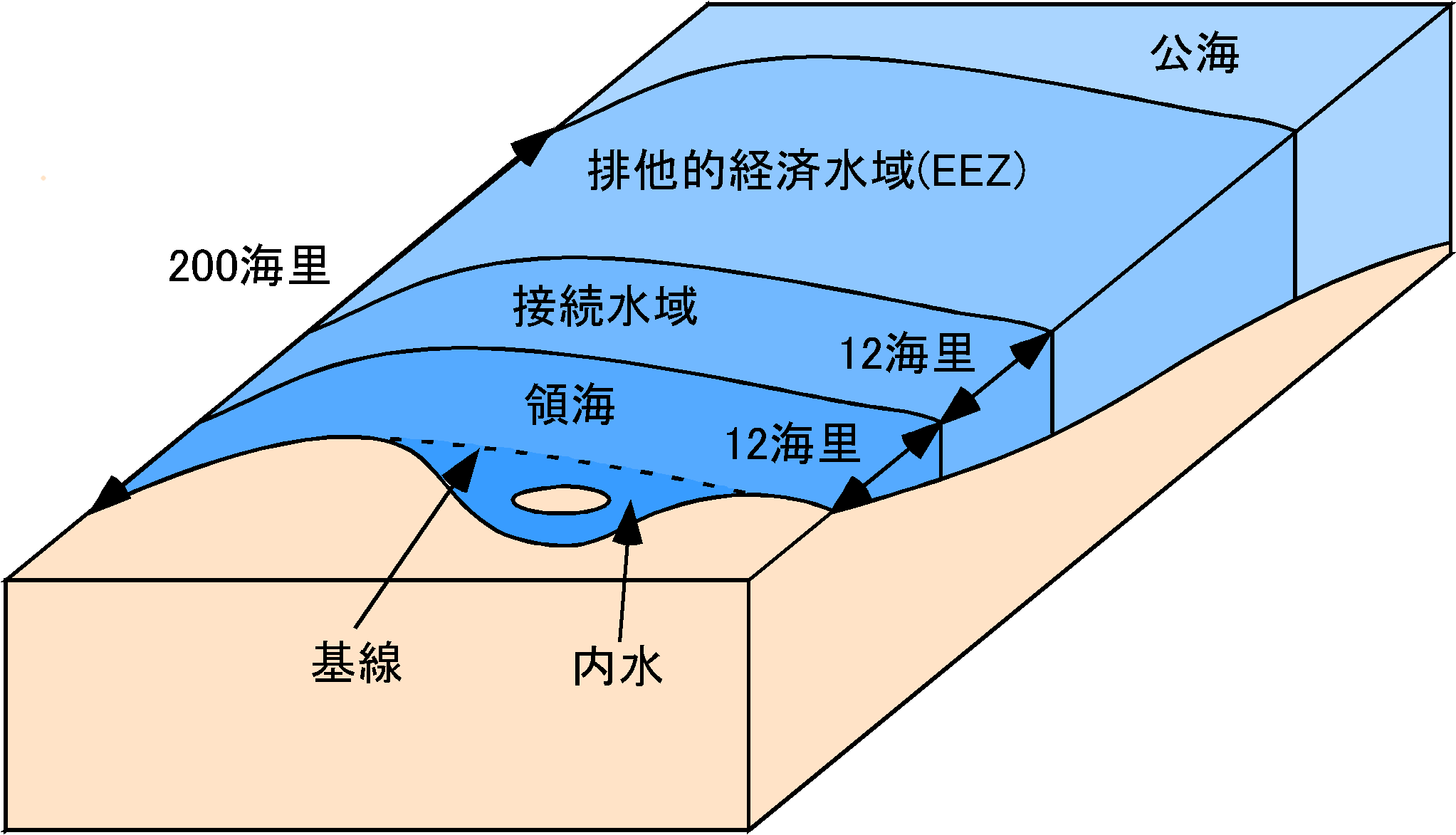
国連海洋法条約による現代の海域の法的区分。

公海とは領海、内水、群島水域、排他的経済水域を除く海洋の全ての部分を指し、現代では海洋の自由はこの公海において認められる。この自由としては、万民共有物として国家による支配・領有が禁止されるとする「帰属からの自由」という側面と、国際法上の条件に従う限り全ての国家が自由に利用できるとする「使用の自由」という側面とがある。こうした自由については現代では国連海洋法条約に定められる。

### 帰属からの自由
「帰属からの自由」は海洋の自由の消極面とされ、どの国も公海に対して主権的な支配をすることが禁じられるとする側面であり、現代では慣習国際法として確立しているだけでなく国連海洋法条約第86条、第89条にも定められた。これによりすべての国家は公海の全ての部分に対して属地的な国家管轄権を行使してはならないとされる。

### 使用の自由
「使用の自由」としては具体的には、航行、上空飛行、海底電線・海底パイプライン敷設、海洋構築物設置、漁業、海洋科学調査が、国連海洋法条約第87条に定められた。ただし漁業については、様々な漁業関連条約が定められ、自由が大幅に制限されることになった。こうした「使用の自由」により公海を使用するに当たっては、同じように「使用の自由」を享有する他国の利益に「妥当な考慮」を払わなければならず、そうした考慮を欠いた形で公海を使用すれば権利濫用とみなされ、国際違法行為となる。逆に他国の利益をある程度侵害することとなっても、公海使用計画の事前通報、協議、危険水域の告知など、他国の利益に妥当な考慮を払いさえすれば適法な公海の使用とみなされる。
国連海洋法条約第88条、第141条、第301条では公海は平和目的のために留保されているとするが、それによって公海での軍事的活動が全て禁止されているわけではなく、条約上の特別な規制がない限り公海上の軍事演習や兵器実験なども許容される。そのため部分的核実験禁止条約第1条や海底非核化条約第1条などの規制に従い「妥当な考慮」を払う限り、公海上での核実験も禁止されるわけではない。

## 「航行の自由」作戦

### アメリカ
1979年よりアメリカ合衆国は、他国が領海や排他的経済水域といった海洋権益を過剰に主張していると判断した場合、その主張を認めないという意思表示をするため事前通告なくその海域を航行するという「航行の自由」作戦（FONOP: Freedom Of Navigation OPeration）を実施している。英仏海軍も類似の活動を行っている（後述）。アメリカと敵対する国々に対してだけではなく、日本を始めとする同盟諸国に対しても同様に行われ、2000年9月から2016年9月にかけて37か国が対象とされている。
この作戦によりアメリカの軍艦が南シナ海を航行することに中国は反発しており、例えばトランプ政権になってから初めて南シナ海で実施された航行の自由作戦に対して、米艦が沖合を通過したミスチーフ礁の領有権を主張する中国政府は、外務省報道官が「アメリカ艦艇の行動は、中国の主権と安全を脅かし、不測の事態を招きかねない。我々は強烈な不満を表し、断固反対する」と述べた。
また極東ロシア沿海州のピョートル大帝湾付近で2018年12月5日に実施された航行の自由作戦に対して、ロシア国防省は「（米国の駆逐艦は）ロシア領海まで100キロメートルの距離にさえ近づかなかった」「（北朝鮮近海での）日常的な航行を示威行動だと名付けた。口先だけの偉業だ」とコメントした。
米国やカナダなどの各国軍艦は「航行の自由」をアピールするため、台湾海峡を定期的に通過している。2024年8月22日、米海軍第7艦隊のアーレイ・バーク級ミサイル駆逐艦ラルフ・ジョンソンが台湾海峡の国際水域を通過した。同艦隊は、「全ての国に対し、米国が航行の自由を守るとの原則に関与していることを示した」と強調した。

### イギリス
イギリス外相が2017年7月27日に南シナ海に航空母艦の派遣を示唆するなど、同海域の航行の自由と国際法の尊重を中華人民共和国に求めている。また、2018年8月31日にはアルビオン級揚陸艦一番艦「アルビオン」が西沙諸島（パラセル諸島）の周辺海域を航行するなど、積極的に関与している。

### フランス
フランスは近年、南シナ海でのプレゼンスを強めており、2018年5月末に強襲揚陸艦「ディクスミュード」とフリゲート1隻が、南沙諸島（スプラトリー諸島）と中華人民共和国が人工島を造成した一群の岩礁の周辺を航行している。年に3〜5回ほど同海域に艦船を派遣しているという。

### ドイツ
2024年9月ドイツ国防省は、ドイツ海軍のフリゲート艦と補給艦が台湾海峡を通過中だと発表した。ドイツの軍艦が台湾海峡を航行するのは22年ぶりだった。

### 日本
『読売新聞』によると、日本の海上自衛隊護衛艦が2021年春以降、南シナ海で中国が領有権を主張する岩礁や人工島の接続水域を複数回航行した。
2024年9月25日、海上自衛隊の護衛艦さざなみが、自衛隊発足以来、初めて台湾海峡を通過した。これに合わせ、オーストラリアやニュージーランドの海軍艦艇も同海峡を通過した。